# Piscina Publica
Nell'antica Roma, la Piscina Pubblica (in latino Piscina Publica) era un bacino e una piscina aperta al pubblico utilizzo ubicata nella XII regione augustea.
La stessa regione prese il nome da questa piscina.
Della Piscina Publica non rimangono vestigia.
Vi è disaccordo se la piscina fosse alimentata da una delle numerose sorgenti presenti nelle immediate vicinanze  o tramite l'aqua Appia, il primo acquedotto fatto edificare da Appio Claudio Cieco.
L'acquedotto riforniva di acqua le attività di lavorazione della lana poste nell'area della piscina.

## Storia
La prima citazione di una piscina publica è posta da Livio nell'anno 215 a.C., quando i due pretori urbani trasferirono i loro tribunali presso tale sito, nei pressi del luogo dove il Senato si incontrava con i generali per discutere gli sviluppi della seconda guerra punica.
Un riferimento di Festo indica che già nel II secolo d.C. la Piscina Publica non esisteva più, lasciando comunque traccia nel nome della XII regione augustea e nel nome dell'omonimo Vicus Piscinae Publicae, che partiva dal margine orientale del lato meridionale del Circo Massimo, attraversava la depressione tra grande e piccolo Aventino e terminava alla Porta Raudusculana.

## Ubicazione
La piscina era situata nel fondovalle tra la Via Appia, le Mura Serviane, il pendio nordorientale dell'Aventino e l'area dove poi saranno edificate le Terme di Caracalla
Posta appena esternamente alla Porta Capena, fu il primo sito pubblico di distribuzione dell'acqua e per l'effettuazione di attività   sportive.